# خرگوشچه بوگوتا
خرگوشچه بوگوتا (نام علمی: Sylvilagus apollinaris) گونه‌ای خرگوشک دم‌پنبه‌ای است که به خرگوشچه معمولی (Sylvilagus brasilensis) مربوط می‌شود. این گونه بومی منطقه‌ای در جنوب تنگه پاناما است، که به‌طور کلی به عنوان "شمال کلمبیا " توصیف می‌شود. در گذشته زیرگونه‌ای از خرگوشچه معمولی یا خرگوشچه آندی (Sylvilagus andinus)، تقسیم شد و در سال ۲۰۱۷ یک گونه جداگانه در نظر گرفته شد. شواهد ریخت‌شناسی بعدی مورد بررسی قرار گرفت که جدایی آن از S. brasilensis را تأیید کرد.